# Đại Đồng, Sơn Tây
Đại Đồng (tiếng Trung: 大同市) là một địa cấp thị tại tỉnh Sơn Tây, Cộng hòa Nhân dân Trung Hoa. Dân số 3,11 triệu người. Thành phố được lập với tên là Bình Thành vào năm 200 trước Công nguyên vào thời nhà Hán.

## Các đơn vị hành chính

### Cácquận nội thành
- Quận Bình Thành (平城区)
- Quận Vân Cương (云冈区)
- Quận Tân Vinh (新荣区)
- Quận Vân Châu (云州区)

### Cáchuyện
- Huyện Dương Cao (阳高县)
- Huyện Thiên Trấn (天镇县)
- Huyện Quảng Linh (广灵县)
- Huyện Linh Khâu (灵丘县)
- Huyện Hồn Nguyên (浑源县)
- Huyện Tả Vân (左云县)